# Циммерман, Моше
Моше Циммерман (нем. Mosche Zimmermann; р. 1943 года, Иерусалим, Палестина) — израильский учёный, специалист по истории нацизма. Профессор.
Известен несколькими своими публичными скандальными заявлениями, например о том, что члены юношеской религиозной всеизраильской организации «Бней Акива» в Хевроне напоминают ему «гитлерюгенд», назвал нацистом депутата Кнессета Рехаваама Зеэви. Был обвинён и заплатил штраф через суд за то что обозвал партию «Моледет» «копией нацистов».

## Биография
Из семьи гамбургских евреев, эмигрировавших в Палестину до Второй мировой войны.
C 1974 года работал в Еврейском университете в Иерусалиме, где последние годы был главой Департамента немецкой истории.
В 1995 году по его инициативе в Израиле Центром изучения германской истории имени Кевнера при Еврейском Университете в Иерусалиме отдельным изданием были выпущены избранные фрагменты из книги Адольфа Гитлера «Моя борьба».
Один из разработчиков школьного учебника истории «Мир перемен», в 2001 году исключённого из школьной программы министром образования Израиля Лимор Ливнат . <!-- страница по линку удалена -->

## Социальная и политическая активность
Один из авторов опроса 2009 года об отношении современных израильтян к немцам .
После эмиграции из Израиля во Францию выступил с заявлением для печати, утверждая, что «во Франции нет и никогда не было антисемитизма, со времён Гуго Капета, Пипина I Ланденского и его предшественников, и до сегодняшнего дня, хотя евреи сделали и продолжают делать всё, чтобы их ненавидели».

## Цитаты
- «Человек — как личность и как часть группы — стремится найти своё место в обществе, причём не только в современном, но и в развивающемся во времени. Для этого он обращается к истории, будь то просто факты и хроника или же труды тех, кто пишет историю» .